# Dejan Vračič
Dejan Vračič, slovenski kolesar, * 3. junij 1981, Maribor, Slovenija.
Dejan Vračič je začel svojo športno pot leta 2000, ko je vozil za KD Branik Arhivirano 2007-08-25 na Wayback Machine. vse do leta 2002, nakar je leta 2003 prestopil v KK TBP Lenart za katerega je vozil do leta 2005. Zadnja tri leta pa je tekmoval za najboljši cestni kolesarski klub iz hrvaške, BK Loborika Arhivirano 2014-04-26 na Wayback Machine. (Pulj). Leta 2009 je povsem presedlal na gorsko kolo in prestopil v gorsko kolesarski klub, Ganesha team iz Maribora.

## Uspehi
| Sezona | Uvrstitev | Prizorišče                                                                       | Država               |
| ------ | --------- | -------------------------------------------------------------------------------- | -------------------- |
| 2010   | 2.mesto   | DP Vzpon Begunjščica (MTB-gorsko)                                                | Slovenija            |
| 2009   | 1.mesto   | Prvensto hrvaške (MTB-gorsko)                                                    | Hrvaška              |
|        | 2.mesto   | DP Maraton Trbonje (MTB-gorsko)                                                  | Slovenija            |
|        | 2.mesto   | DP Vzpon Blegoš (MTB-gorsko)                                                     | Slovenija            |
| 2008   | 1.mesto   | DP Vzpon Pohorje (MTB-gorsko)                                                    | Slovenija            |
|        | 8.mesto   | kriterij Ajdovščina                                                              | Slovenija            |
| 2007   | 1.mesto   | Hrvaški pokal-cesta 2007                                                         | Hrvaška              |
|        | 1.mesto   | 20.Memorial Zambelli                                                             | Hrvaška              |
|        | 1.mesto   | Slovenski pokal v gorskih vzponih 2007 Arhivirano 2007-11-28 na Wayback Machine. | Slovenija            |
|        | 3.mesto   | DP Vzpon Pohorje (MTB-gorsko) Arhivirano 2007-10-17 na Wayback Machine.          | Slovenija            |
|        | 3.mesto   | VN Zagreba-generalno                                                             | Hrvaška              |
|        | 5.mesto   | 1.Memorial Nevio Valčić                                                          | Hrvaška              |
| 2006   | 1.mesto   | DP Vzpon Uršlja gora (MTB-gorsko) Arhivirano 2007-09-28 na Wayback Machine.      | Slovenija            |
|        | 1.mesto   | VN Tuzla                                                                         | Bosna in Hercegovina |
|        | 3.mesto   | DP Vzpon Vršič                                                                   | Slovenija            |
|        | 6.mesto   | 3.etapa Select-Tour Steiermark                                                   | Avstrija             |
|        | 6.mesto   | 10.etapa Dirka po Bolgariji UCI 2.2                                              | Bolgarija            |
|        | 6.mesto   | prolog GP Cycliste de Gemenc UCI 2.2                                             | Madžarska            |
|        | 7.mesto   | GP Cycliste de Gemenc UCI 2.2 Arhivirano 2007-10-14 na Wayback Machine.          | Madžarska            |
|        | 9.mesto   | 1.etapa GP Cycliste de Gemenc UCI 2.2                                            | Madžarska            |
|        | 9.mesto   | 2.etapa GP Cycliste de Gemenc UCI 2.2                                            | Madžarska            |
|        | 9.mesto   | 1.etapa Po poteh Kralja Nikole UCI 2.2 Arhivirano 2007-02-03 na Wayback Machine. | Srbija in Črna gora  |
|        | 10.mesto  | 3.etapa Po poteh Kralja Nikole UCI 2.2 Arhivirano 2007-01-06 na Wayback Machine. | Srbija in Črna gora  |
|        | 14.mesto  | VN Kranja UCI 1.2 Arhivirano 2007-09-12 na Wayback Machine.                      | Slovenija            |
| 2005   | 2.mesto   | VN Glas Istre                                                                    | Hrvaška              |
|        | 10.mesto  | DP cestno Ptuj Arhivirano 2006-12-12 na Wayback Machine.                         | Slovenija            |
|        | 13.mesto  | Poreč Trophy UCI 1.2 Arhivirano 2007-09-12 na Wayback Machine.                   | Hrvaška              |
| 2004   | 3.mesto   | kriterij Šempeter-Vrtojba                                                        | Slovenija            |
|        | 4.mesto   | VN Zaprešič                                                                      | Hrvaška              |
|        | 7.mesto   | VN Hi-Fi Color studio                                                            | Slovenija            |